# زاوربيك بايسانجوروف
زاوربيك بايسانجوروف (بالروسية: Байсангуров, Заурбек Мусаевич) مواليد 2 مارس 1985 في أتشكوي-مارتان، الاتحاد السوفيتي، هو ملاكم محترف روسي يصنف ضمن فئة الوزن المتوسط.

## إحصائيات
خاض خلال مسيرته 30 نزالا، فاز في 29 ولم يتعادل وخسر في 1. فاز بالضربة القاضية في 21 نزالا.

## روابط خارجية
- زاوربيك بايسانجوروف على موقع بوكس ريك (الإنجليزية) (registration required)